# 州道 (アメリカ)

標準形の道路標識

州道（英: U.S. state highway）は、アメリカ合衆国の各州が維持・管理を行う道路。一般道のうち幹線級ないし準幹線級の道路が指定されることが多いが、一部には高速道路規格の道路が指定されている区間もある（マサチューセッツ州道128号線、オハイオ州道126号線（通称ロナルド・レーガン縦貫道）、ニューハンプシャー州道101号線の一部区間など）。
ワシントンD.C.においては「コロンビア特別区道」が州道に相当する（コロンビア特別区道295号線など）。
道路番号の振り方や道路標識に特に統一基準はなく、各州がそれぞれ独自の基準を設けている。標準の道路標識は黒地の正方形（角が直角ではなく、若干丸みを持っているものもある）に白抜きの丸で中にサンセリフ体の道路番号を書き入れたもの（『道路標識の規格統一に関する手引き(Manual on Uniform Traffic Control Devices)』より）とされている。但し、あくまで推奨されているだけで、各州が標準道路標識を採用する必要はなく、実際に独自の道路標識を採用している州も多い。その場合には州間高速道路や一般国道、郡道、市道と見分けがつきやすい、その州らしさが表れるような道路標識が採用される。またコロンビア特別区道も州道の基準に準じている。米国の道路標識の一覧は[:en]を参照。